# I bostoniani
I bostoniani (The Bostonians) è un film del 1984 diretto da James Ivory, tratto dal romanzo Le bostoniane di Henry James, con Christopher Reeve, Vanessa Redgrave e Jessica Tandy.
È stato presentato nella sezione Quinzaine des Réalisateurs al 37º Festival di Cannes.

## Trama
Olive Chancellor, una zitella di Boston e leader del movimento per il suffragio femminile, conosce Verena Tarrant, una giovanissima e ispirata oratrice, e la convince a trasferirsi presso di lei come sua protetta e amica speciale. Quando il lontano cugino di Olive, l'avvocato sciovinista Basil Ransom si innamora di Verena, Olive e l’uomo dovranno contendersi l'affetto della ragazza.

## Riconoscimenti
- 1985 - Premio Oscar
  - Nomination Miglior attrice protagonista a Vanessa Redgrave
  - Nomination Migliori costumi a Jenny Beavan e John Bright
- 1985 - Golden Globe
  - Nomination Miglior attrice in un film drammatico a Vanessa Redgrave
- 1985 - Premio BAFTA
  - Nomination Migliori costumi a Jenny Beavan e John Bright